# Virág Balla
Virág Balla (Győr, 26 de junio de 1994) es una deportista húngara que compite en piragüismo en la modalidad de aguas tranquilas.
Ganó cinco medallas en el Campeonato Mundial de Piragüismo entre los años 2018 y 2022, y ocho medallas en el Campeonato Europeo de Piragüismo entre los años 2016 y 2021.
En los Juegos Europeos de Minsk 2019 obtuvo una medalla de oro en la prueba de C2 500 m. Participó en los Juegos Olímpicos de Tokio 2020, ocupando el quinto lugar en la misma prueba.

## Palmarés internacional
| Campeonato Mundial | Campeonato Mundial          | Campeonato Mundial | Campeonato Mundial |
| Año                | Lugar                       | Medalla            | Competición        |
| ------------------ | --------------------------- | ------------------ | ------------------ |
| 2018               | Montemor-o-Velho (Portugal) | Medalla de plata   | C2 500 m           |
| 2019               | Szeged (Hungría)            | Medalla de plata   | C2 200 m           |
| 2019               | Szeged (Hungría)            | Medalla de plata   | C2 500 m           |
| 2021               | Copenhague (Dinamarca)      | Medalla de plata   | C4 500 m           |
| 2022               | Halifax (Canadá)            | Medalla de bronce  | C4 500 m           |
| Juegos Europeos    |                             |                    |                    |
| Año                | Lugar                       | Medalla            | Competición        |
| 2019               | Minsk (Bielorrusia)         | Medalla de oro     | C2 500 m           |
| Campeonato Europeo |                             |                    |                    |
| Año                | Lugar                       | Medalla            | Competición        |
| 2016               | Moscú (Rusia)               | Medalla de bronce  | C2 500 m           |
| 2017               | Plovdiv (Bulgaria)          | Medalla de oro     | C2 500 m           |
| 2018               | Belgrado (Serbia)           | Medalla de oro     | C2 200 m           |
| 2018               | Belgrado (Serbia)           | Medalla de oro     | C2 500 m           |
| 2018               | Belgrado (Serbia)           | Medalla de bronce  | C1 200 m           |
| 2021               | Poznań (Polonia)            | Medalla de plata   | C2 200 m           |
| 2021               | Poznań (Polonia)            | Medalla de plata   | C1 500 m           |
| 2021               | Poznań (Polonia)            | Medalla de bronce  | C2 500 m           |